# Большевиков, Павел Константинович
Па́вел Константи́нович Большевико́в (Царёв) (1899—1974) — почётный гражданин города Иваново, один из организаторов комсомола в Иваново-Вознесенске. Бывший председатель губернского и областного профсоюза текстильщиков, председатель секции старых коммунистов, член ВЦИКа.

## Биография
Павел Константинович родился 13 января (по новому стилю 25 января) 1899 года, в селе Березники Костромской губернии, ныне Фурмановский район Ивановской области.
В 1912 году поступил в механико-техническое училище, окончив его в феврале 1917 года, получил квалификацию мастера слесарного дела. После обучения работал на фабрике Зубкова, где в мае 1917 года вступил в РСДРП.
В июле 1917 года участвовал в образовании «Союза рабочей социалистической молодёжи», позже став председателем этого Союза. В этом же году Павел Константинович избран секретарём городского комитета профсоюза текстильщиков.
В феврале 1918 года Павел Константинович с товарищами, вступил в ряды Красной Армии, а также сменил фамилию «Царёв» на политически актуальную — «Большевиков». Боевое крещение он прошёл в июле 1918 года, ему довелось подавлять белогвардейский мятеж в Ярославле. В начале 1919 года он назначен помощником военкома 14-х Иваново-Вознесенских пехотных курсов. В том же году его переводят в Смоленск на должность комиссара военного техникума. Затем в мае 1922 года назначен военкомом 27-й Иваново-Вознесенской пехотной школы. В октябре 1923 года поступил учиться в индустриальный техникум, а далее в Иваново-Вознесенский политехнический институт.
В 1925 году избран секретарём партбюро Большой Ивановской мануфактуры. В 1929 году становится председателем обком профсоюза работников текстильной промышленности, членом бюро обкома ВКП(б), президиума облисполкома и пленума ВЦСПС.
С 1932 года Большевиков занимал различные должности: директор треста «Уралэнергострой», начальник политотдела МТС Макушинского района Челябинской области, первый секретарь Варгашинского райкома ВКП(б), директор Варгашинского семеневодческого совхоза, директор Ржавицкого совхоза Орловской области, директор треста совхозов Орловской области, затем директор Фаленской селекционной станции Кировской области. 
Вернувшись в Иваново, в апреле 1949 года, назначен директором областной станции земледелия. В 1957 году вышел на пенсию. В последние годы жизни, Большевиков продолжал активную общественную работу. Большевиков печатался в ивановской газете «Рабочий край», делился своими опытом с молодежью, а также возглавлял секцию старых коммунистов при областном краеведческом музее. 
Павел Константинович Большевиков умер 29 декабря 1974 года и похоронен на Балинском кладбище.

## Награды и звания
- Награждён орденом Ленина[4].
- Звание Почётного гражданина города Иванова присвоено решением исполкома городского Совета N196 от 30.07.1971 года[3].
- В городе Иваново есть улица Павла Большевикова, названная в его честь[3].